# The Sword Project

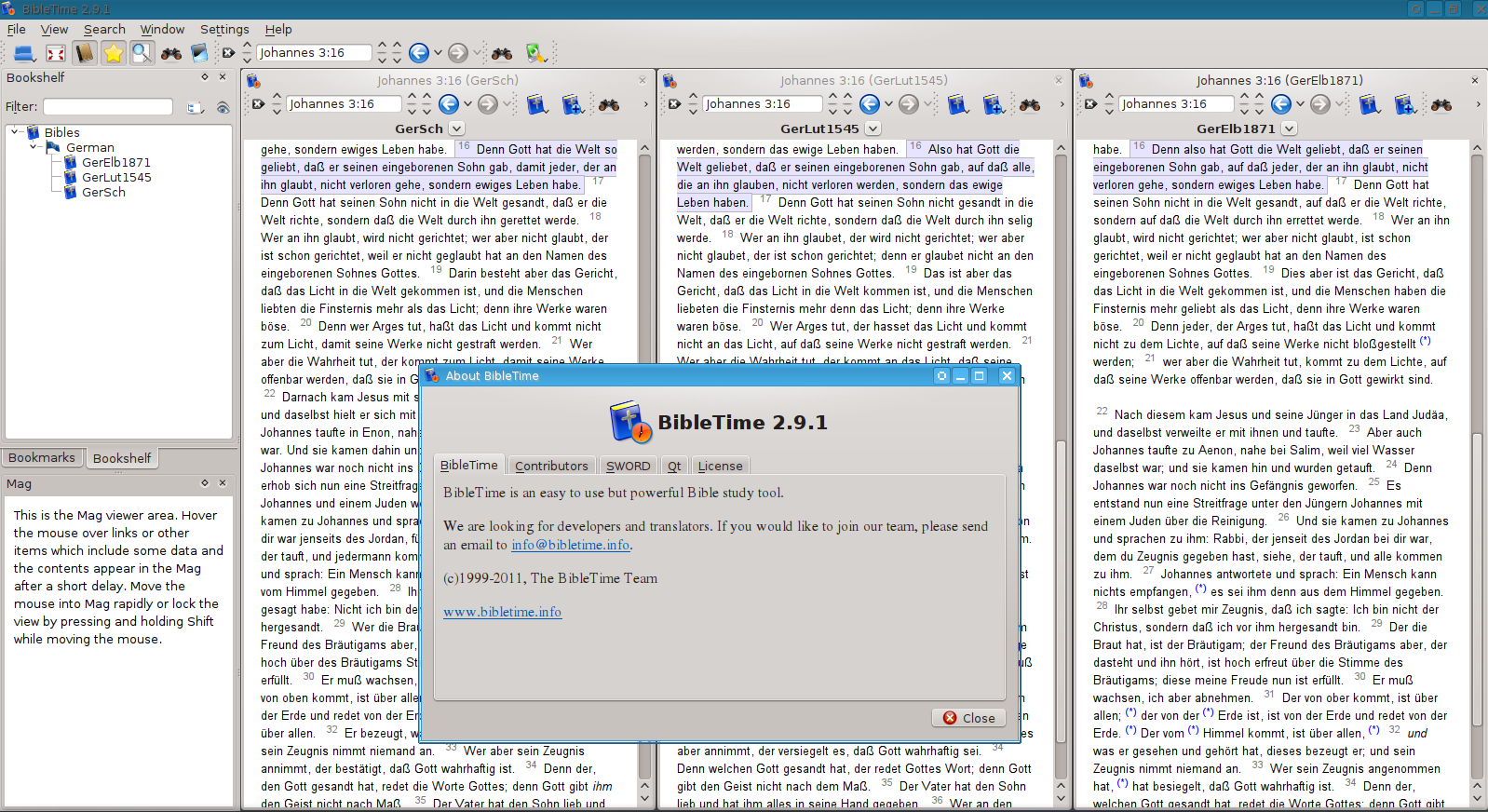
BibelTime no Fedora 16 com três traduções alemãs da Bíblia.

The Sword Project é um projeto da CrossWire Bible Society com o objetivo de criar um software de código-fonte aberto compatível com múltiplas plataformas, para o estudo da Bíblia, sob a licença GNU General Public License. Pode ser usado por outros programas, funcionando como uma API.
Como parte do projeto, há uma coleção de mais de 200 textos em mais de 50 línguas, que pode ser usada por qualquer software baseado no projeto.
Além do programa The Sword Project for Windows (Microsoft Windows), é utilizado por vários outros programas:
- BibleTime (KDE, diversos sistemas baseados no Unix);
- Xiphos (GNOME);
- Eloquent (Mac OS X), entre outros.